# Assmannskotten
Assmannskotten ist ein Wohnplatz in Wermelskirchen im Bergischen Land. Er befindet sich nördlich von Osminghausen und südlich von Eipringhausen. Es ist nach einem ehemaligen Kotten der Familie Assmann benannt.

## Geschichte

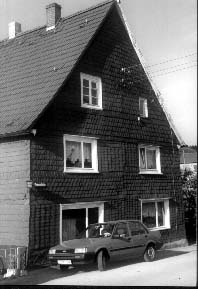
Das Gutshaus im Jahre 2000

Die erste urkundliche Erwähnung findet sich 1440. Bertram zom Cotten erhält einen halben Gulden Abgabe durch den Amtsverwalter des Amt Bornefeld Otto Vese gestundet.
Die nächsten Nennungen finden sich 1487 Hans zum Cotten, Rutger syn naber und 1586 Keymer, Teil, Fey, Johan Mey in den einschlägigen Abgabenlisten.  
Erstmals 1666 wird ein Peter Aßmann als Teilnehmer an der Erbhuldigung in Ostringhausen genannt. Nach dieser Familie trägt der Kotten seinen heutigen Namen. Nach den Schatz- und Steuerbüchern von 1684 zahlt Peter Assmann einen der höchsten Steuerbeträge in der Niederhonschaft mit 1089 Talern, 11 Heller und acht Stüber. 1740 zahlt das Gut, nun Johan Aßmann gehörig, 1128 Taler 27 Stüber 8 Heller an die Niederhonschaft Wermelskirchen.
In den folgenden Jahren sind vor allem Gerichtsverfahren urkundlich überliefert. Ein Prozess wird 1776 vor dem Hofrat in Düsseldorf geführt. Gottfried Daniel vom Stein namens Johan Assmann gegen die Exekutoren des Sombardt'ischen Testaments Gebrüder Kersten und Brass, ein Verfahren um einen Wert von beachtlichen 14.892 Talern.
Am 8. April 1782 erfolgte die Erbteilung Assman zu Kotten. Erben sind Adelheid Marg. Assmann, Ehefrau des Friedr. Jäger, Franz Arn. Assmann, zur Hälfte, die andere Hälfte Johannes Assmann und Anna Elis. Assmann Ehefrau des Pet. v. Stein. Letztere verkaufen ihren Anteil dem Bruder Johannes gegen die Überlassung eines der beiden mit Kupferschildern bezeichneten Kirchensitze und Zahlung von 600 Taler. 
In den Jahren 1794–1798 fand ein Prozess am Oberappellationsgericht durch Pet. Godf. Dan. v. Stein und Pet. Hölterhoff als Vormünder von Adelheid Assmann gegen Witwe Clarenbach und Erben Thomas betreff Fideikommissklage aus der Erbteilung des Johann Brass zum Gaddemer Gut von 1721 und Forderungen auf 1/4 Anteil am Kotter Gutes und den aus dem Sombart'schen Nachlass stammenden 525 Taler statt.
Aus dem Jahr 1811 ist ein Testament von Franz Arnold Assmann zu Kotten, erhalten. Vorab erhält die zu 1/3 an der Erbmasse beteiligte Catharina Elisabeth Jäger 200 Taler, 1 goldenen Ring mit 7 Diamanten, 1 Tischtuch und 12 Servietten mit Jagdmotiven und ein Federnbett, das Siegel enthält die Initialen: FAA (Franz Arnold Assmann). Wert der Erbmasse 16.854 Franc.
Die Erben Bürgermeister Böcker machen 1828 einen Verkaufsversuch des Gutes für 2.774 Taler mit Haus.